# Acanthalburnus
Acanthalburnus je nekadašnji mali rod šarana (Cyprinidae) čije dvije vrste obitavaju na zapadu Azije i u Rusiji. Vrsta Acanthalburnus microlepis (danas Acanthobrama microlepis) naraste maksimalno 25 centimetara i endem je u bazenu Kura-Aras. Acanthalburnus urmianus (Acanthobrama urmianus) još nije dovoljno poznat i endem je u Iranu u rijekama Ocksa i Urmi.
Obje vrste uklopljene su u rod Acanthobrama.

## Sinonimi
- Acanthalburnus microlepis (De Filippi, 1863.) = Acanthobrama microlepis
- Acanthalburnus punctulatus (Kessler, 1877) = Acanthobrama microlepis
- Acanthalburnus urmianus (Günther, 1899.) = Acanthobrama urmianus